# Fallo
Fallo község (comune) Olaszország Abruzzo régiójában, Chieti megyében.

## Fekvése
A megye déli részén fekszik. Határai: Borrello, Civitaluparella, Montelapiano és Villa Santa Maria.

## Története
Eredete ismeretlen, de egyes feltételezések szerint már 1000-ben létezett. Az első említés róla- Faldusként- 13. századi okiratokban lelhető fel. A következő híradás az Anjou és aragóniai uralkodók idejéből származik. 1304-ben  II. Anjou Károly ( a "sánta") a Caldora családtól ajándékba kapta Pietraferrazzana, Villa Santa Maria, Fallo és Civitaluparella területeit. A következő századokban nemesi birtok volt. Önállóságát a 19. század elején nyerte el, amikor a Nápolyi Királyságban felszámolták a feudalizmust. 1928 és 1946 között Civitaluparella része volt.

## Népessége
A népesség számának alakulása:

## Főbb látnivalói
- San Giovanni Battista-templom